# Smilax hemsleyana
Smilax hemsleyana là một loài thực vật có hoa trong họ Smilacaceae. Loài này được Craib miêu tả khoa học đầu tiên năm 1912.